# Persone di nome Costanza
| Questa pagina contiene informazioni ricavate automaticamente dalle voci biografiche con l'ausilio del template Bio e di un bot. L'aggiornamento è periodico e automatico e ricostruisce completamente la pagina. Se manca una persona in questa lista, sei pregato di non aggiungerla, ma accertati piuttosto che la sua voce biografica contenga il template Bio e che i dati anagrafici siano correttamente compilati. Se il template Bio manca, inseriscilo tu stesso o, in alternativa, metti l'avviso {{tmp\|Bio}} che ne segnala la mancanza. Se i dati riportati sono sbagliati, correggi direttamente la voce biografica; le modifiche saranno visibili in questa lista entro pochi giorni. Per chiarimenti vedi il progetto antroponimi. La lista contiene solo le 71 persone che sono citate nell'enciclopedia e per le quali è stato implementato correttamente il template Bio. Pagina aggiornata al 6 ago 2025. |

Questa è una lista di persone presenti nell'enciclopedia che hanno il nome Costanza, suddivise per attività principale.

## Calciatrici(2)
- Costanza Esperti, calciatrice italiana (n. 1995)
- Costanza Razzolini, calciatrice italiana (Firenze, n. 1997)

## Cestiste(2)
- Costanza Coen, ex cestista italiana (Torino, n. 1990)
- Costanza Verona, cestista italiana (Palermo, n. 1999)

## Disc jockey(1)
- Lady Coco, disc jockey italiana (Roma, n. 1976)

## Giornaliste(2)
- Costanza Calabrese, giornalista, conduttrice televisiva e attrice italiana (Etterbeek, n. 1979)
- Costanza Miriano, giornalista, scrittrice e blogger italiana (Perugia, n. 1970)

## Infermiere(1)
- Costanza Bruno, infermiera e militare italiana (Siracusa, n. 1915 - Nicosia, † 1943)

## Nobildonne(12)
- Costanza Bonarelli, nobildonna e mercante italiana (Viterbo, n. 1614 - Viterbo, † 1662)
- Costanza di Francia, nobildonna francese (n. 1128 - Parigi, † 1176)
- Costanza d'Austria, nobildonna tedesca (n. 1212 - † 1243)
- Costanza Rangoni, nobildonna italiana (n. 1495 - Bazens, † 1567)
- Costanza Falconieri, nobildonna italiana (Roma)
- Costanza Fogliani, nobildonna italiana (n. 1461)
- Costanza Morosini, nobildonna italiana (Venezia, n. 1275 - Distretto di Mačva, † 1324)
- Costanza Rangoni, nobildonna italiana († 1586)
- Costanza Sforza di Santa Fiora, nobildonna italiana (n. 1558 - Sora, † 1617)
- Costanza da Correggio, nobildonna italiana (Correggio, n. 1499 - † 1563)
- Costanza Afan de Rivera Costaguti, nobildonna e filantropa italiana (Roma, n. 1950 - Roccalvecce, † 2020)
- Costanza della Scala, nobildonna italiana (Ferrara, † 1306)

## Nobili(15)
- Costanza Alfieri di Sostegno, nobile e scrittrice italiana (Torino, n. 1793 - Torino, † 1862)
- Costanza di Béarn, nobile francese († 1310)
- Costanza Colonna, nobile italiana (n. 1556 - † 1626)
- Costanza d'Ungheria, nobile ungherese (Esztergom, n. 1180 - Předklášteří, † 1240)
- Costanza di Bretagna, nobile francese (Bretagna, n. 1161 - Nantes, † 1201)
- Costanza d'Altavilla, nobile normanna (n. 1082)
- Costanza di Antiochia, nobile italiana (Verona)
- Costanza di Sicilia, nobile normanna
- Costanza di Saluzzo, nobile italiana (n. 1314 - Oristano, † 1348)
- Costanza d'Altavilla, nobile normanna (Palermo, n. 1154 - Palermo, † 1198)
- Costanza Gonzaga, nobile italiana (n. 1571 - Giove, † 1651)
- Costanza d'Avalos, nobile spagnola (Napoli, n. 1460 - Ischia, † 1541)
- Costanza d'Avalos Piccolomini, nobile spagnola (Napoli, † 1575)
- Costanza da Montefeltro, nobile italiana (Urbino, n. 1466 - Napoli, † 1518)
- Costanza di York, nobile inglese (Conisbrough, n. 1374 - Reading, † 1416)

## Nuotatrici(4)
- Costanza Cocconcelli, nuotatrice italiana (Bologna, n. 2002)
- Costanza Di Camillo, nuotatrice artistica italiana (Roma, n. 1995)
- Costanza Ferro, nuotatrice artistica italiana (Genova, n. 1993)
- Costanza Fiorentini, sincronetta italiana (Roma, n. 1984)

## Pallavoliste(1)
- Costanza Manfredini, ex pallavolista italiana (Como, n. 1988)

## Patriote(1)
- Costanza Trotti Bentivoglio, patriota e nobildonna italiana (Vienna, n. 1800 - Vienna, † 1871)

## Poetesse(2)
- Costanza Monti, poetessa italiana (Roma, n. 1792 - Ferrara, † 1840)
- Costanza da Varano, poetessa italiana (n. 1428 - † 1447)

## Principesse(7)
- Costanza d'Ungheria, principessa ungherese (n. 1237 - † 1276)
- Costanza d'Aragona, principessa (Saragozza, n. 1240 - † 1269)
- Costanza d'Aragona, principessa (Valencia, n. 1300 - Castillo de Garcimuñoz, † 1327)
- Costanza d'Aragona, principessa (n. 1318 - Montpellier, † 1346)
- Costanza di Staufen, principessa italiana (n. 1230 - Valencia, † 1307)
- Costanza d'Antiochia, principessa (n. 1128 - Libano, † 1163)
- Costanza di Savoia, principessa

## Registe(1)
- Costanza Quatriglio, regista e direttrice artistica italiana (Palermo, n. 1973)

## Religiose(1)
- Costanza Troiani, religiosa italiana (Giuliano di Roma, n. 1813 - Il Cairo, † 1887)

## Scrittrici(1)
- Costanza Rizzacasa d'Orsogna, scrittrice, giornalista e saggista italiana (n. 1973)

## Skeletoniste(1)
- Costanza Zanoletti, ex skeletonista italiana (Novara, n. 1980)

## Soprani(1)
- Costanza Rovelli, soprano italiano (Bergamo, n. 1828 - Feldkirch, † 1884)

## Sovrane(9)
- Costanza Chiaramonte, sovrana italiana († 1423)
- Costanza Manuel, regina (Santarém, † 1345)
- Costanza d'Arles, regina (Arles, n. 988 - Melun, † 1032)
- Costanza di Castiglia, regina francese (Parigi, † 1160)
- Costanza d'Aragona, sovrana (n. 1305 - Cipro, † 1344)
- Costanza II di Sicilia, regina (Catania, n. 1249 - Barcellona, † 1302)
- Costanza d'Aragona, regina (Poblet, n. 1343 - Catania, † 1363)
- Costanza d'Asburgo, regina (Graz, n. 1588 - Varsavia, † 1631)
- Costanza d'Aragona, regina (n. 1183 - Catania, † 1222)

## Storiche dell'arte(1)
- Costanza Segre Montel, storica dell'arte italiana (Torino, n. 1938 - Torino, † 2016)

## Senza attività specificata(6)
- Costanza Calenda, medica e chirurga italiana
- Costanza di Francia († 1125)
- Costanza di Borgogna, francese (n. 1046 - † 1093)
- Costanza d'Inghilterra, duchessa francese (Redon, † 1090)
- Costanza Farnese, italiana (Roma - Roma, † 1545)
- Costanza Malatesta, italiano († 1378)